# Власта Деканова
Власта Деканова (чеськ. Vlasta Děkanová), 5 вересня 1909, Прага — 16 жовтня 1974, Прага) — чехословацька гімнастка, срібна призерка Олімпійських ігор, чотириразова чемпіонка світу.

## Біографічні дані
Власта Деканова народилася в спортивній сім'ї — її батько керував тренажерним залом в Празі.
На першому чемпіонаті світу зі спортивної гімнастики серед жінок 1934 року Деканова завоювала золоту медаль в командному заліку, а також стала кращою і в індивідуальному заліку, ставши першою чемпіонкою світу зі спортивної гімнастики в індивідуальному багатоборстві.
На Олімпіаді 1936 Власта Деканова зайняла 2-е місце в командному заліку. В індивідуальному заліку вона зайняла 6-е місце. Також зайняла 23-е місце у вправах на брусах, 8-е — у вправах на колоді, 5-е — в опорному стрибку.
На чемпіонаті світу 1938, як і чотири роки назад, Деканова завоювала дві золоті медалі — в командному і індивідуальному заліку.
Під час Другої світової війни Деканова брала участь у чеському русі опору, за що одного разу потрапила до в'язниці. Під час Празького повстання була медсестрою-волонтером.
Після Другої світової війни Власта Деканова тренувала юних гімнасток і займалася організаційною роботою з фізичного виховання.